# Penikese
Penikese est une île faisant partie des Elizabeth Islands, le long de la côte de l'état du Massachusetts aux États-Unis.
Louis Agassiz y a fondé en 1873 une école de zoologie.